# Мастер сообществ Google
Мастер сообществ Google (англ. Google Friend Connect) — это технология, позволяющая добавить социальные функции к своему сайту, не прибегая к программированию. Более того, система «Мастер сообществ Google» может быть установлена на статические (то есть не использующие серверные технологии, такие как базы данных, CGI, серверные скрипты и так далее) (X)HTML-сайты — вся информация о постоянных читателях и о комментариях хранится на стороне Google и выводится при помощи JavaScript.
22 ноября 2011 года Google в своём официальном блоге сообщила о закрытии проекта в пользу создания страниц на Google+.

## Способы авторизации
Мастер сообществ Google поддерживает различные способы авторизации. Во-первых, имеется возможность авторизации по профилю Google. И что крайне важно, Мастер сообществ Google позволяет авторизовываться при помощи OpenID, делая тем самым возможной авторизацию при помощи Яндекс-почты, Живого Журнала (LiveJournal) и множества других популярных сервисов. Также поддерживается авторизация по AIM и Yahoo.

## Установка технологии на сайт
Процедура установки достаточно проста. Необходимо зарегистрировать свой сайт на официальном сайте Мастера сообществ Google (регистрация автоматическая), скачать два файла и скопировать их на свой сайт (рекомендуется копировать их в корневой каталог сайта). Далее с сайта Мастера сообществ Google можно загружать различные социальные гаджеты и добавлять их в свой html-код. Можно подобные гаджеты загрузить в шаблоны своих страниц, и возможность комментирования реализована.

## Типы гаджетов
Во-первых, существует гаджет для авторизации в двух версиях. Расширенная версия также выводит список пользователей, присоединившихся к данному сайту. Во-вторых, есть гаджет для комментирования и гаджет для комментирования и оценки. Комментарии можно привязывать к сайту целиком, к странице или к внутреннему идентификатору (последний вариант удобен для динамических страниц). Далее, есть «социальная панель», которую можно разместить наверху или внизу страницы — на ней показаны последние новости сайта. Также имеется возможность вставлять гаджеты OpenSocial, однако практика показала, что лишь малая часть этих гаджетов совместима с Мастером сообществ Google.

## Плагины
В начале марта 2009 Google открыл API своей платформы Мастер сообществ Google, что может позволить разработчикам использовать информацию об авторизации в своём коде. Также были выпущены плагины, позволяющие интегрировать Мастер сообществ Google в phpBB, Drupal и WordPress. Тем самым, впервые реализована идея о форуме, принимающем авторизацию по OpenID.